# Літа Льєм Суґіарто
Літа Льєм Суґіарто (нар. 27 лютого 1946) — колишня індонезійська тенісистка.
Здобула 10 одиночних та 16 парних титулів туру ITF.
Найвищим досягненням на турнірах Великого шолома був чвертьфінал в парному розряді.
Завершила кар'єру 1981 року.

## Фінали ITF
| Легенда         |
| --------------- |
| Турніри $25,000 |
| Турніри $10,000 |

### Одиночний розряд (10–6)
| Результат | Ранг | Дата            | Турнір                             | Покриття | Суперниця            | Рахунок       |
| --------- | ---- | --------------- | ---------------------------------- | -------- | -------------------- | ------------- |
| Перемога  | 1.   | 17 травня 1964  | Джакарта, Індонезія                | Тверде   | Otty Oey             | 6–1, 6–0      |
| Перемога  | 2.   | 30 серпня 1964  | Сурабая, Індонезія                 | Трава    | Міен Сухаді          | 6–2, 6–4      |
| Поразка   | 3.   | 20 квітня 1965  | Семаранг, Індонезія                | Тверде   | Міен Сухаді          | 6–4, 4–6, 7–9 |
| Перемога  | 4.   | 1 липня 1965    | Джакарта, Індонезія                | Тверде   | Міен Сухаді          | 6–1, 6–1      |
| Перемога  | 5.   | 5 вересня 1965  | Коломбо, Шрі-Ланка                 | Ґрунт    | Cheri Chihyana       | 6–0, 6–0      |
| Перемога  | 6.   | 11 вересня 1966 | Коломбо, Шрі-Ланка                 | Ґрунт    | Dechu Appaiah        | 6–1, 6–1      |
| Перемога  | 7.   | 6 серпня 1967   | Остенде, Бельгія                   | Ґрунт    | Monique Bedoret      | 6–3, 6–4      |
| Перемога  | 8.   | 11 вересня 1967 | Куала-Лумпур, Малайзія             | Тверде   | Лені Калігіс         | 6–2, 4–6, 7–5 |
| Перемога  | 9.   | 15 вересня 1968 | Пінанг, Малайзія                   | Тверде   | Loanita Rachman      | 6–4, 6–2      |
| Поразка   | 10.  | 3 липня 1970    | Вімблдон (Лондон), Велика Британія | Трава    | Івонн Гулагонг-Коулі | 2–6, 1–6      |
| Перемога  | 11.  | 10 жовтня 1971  | Гонконг                            | Килим    | Cecelie Fleming      | 6–3, 6–1      |
| Поразка   | 12.  | 29 жовтня 1972  | Джакарта, Індонезія                | Тверде   | Лені Калігіс         | 5–7, 7–5, 5–7 |
| Поразка   | 13.  | 21 квітня 1974  | Куала-Лумпур, Малайзія             | Тверде   | Лені Калігіс         | 5–7, 6–3, 3–6 |
| Поразка   | 14.  | 22 вересня 1974 | Коломбо, Шрі-Ланка                 | Тверде   | Лені Калігіс         | 5–7, 6–1, 1–6 |
| Поразка   | 15.  | 21 квітня 1975  | Куала-Лумпур, Малайзія             | Тверде   | Лені Калігіс         | 2–6, 4–6      |
| Перемога  | 16.  | 18 квітня 1976  | Куала-Лумпур, Малайзія             | Тверде   | Suthasini Sirikaya   | 6–0, 6–3      |

### Парний розряд (16–6)
| Результат | Ранг | Дата            | Турнір                 | Покриття | Партнерка       | Суперниці                           | Рахунок       |
| --------- | ---- | --------------- | ---------------------- | -------- | --------------- | ----------------------------------- | ------------- |
| Поразка   | 1.   | 30 серпня 1964  | Сурабая, Індонезія     | Трава    | Джус Суварімбо  | Vonny Djoa Міен Сухаді              | 2–6, 6–4, 1–6 |
| Поразка   | 2.   | 14 лютого 1965  | Маніла, Філіппіни      | Тверде   | Міен Сухаді     | Desideria Ampon Patricia Yngayo     | 3–6, 4–6      |
| Перемога  | 3.   | 20 квітня 1965  | Семаранг, Індонезія    | Тверде   | Міен Сухаді     | Otty Oey Лені Калігіс               | 6–2, 6–2      |
| Перемога  | 4.   | 1 липня 1965    | Джакарта, Індонезія    | Тверде   | Міен Сухаді     | Лені Калігіс Vonny Djoa             | 6–1, 6–3      |
| Перемога  | 5.   | 5 вересня 1965  | Коломбо, Шрі-Ланка     | Тверде   | Міен Сухаді     | Sriya Gooneratne Sashikala Murthy   | 6–4, 7–5      |
| Перемога  | 6.   | 4 вересня 1966  | Іпох, Малайзія         | Тверде   | Міен Сухаді     | Somsri Klumsombut Phanow Sudsawadsi | 7–5, 6–2      |
| Перемога  | 7.   | 11 вересня 1965 | Коломбо, Шрі-Ланка     | Ґрунт    | Лені Калігіс    | Dechu Appaiah Sriya Gooneratne      | 6–2, 6–3      |
| Перемога  | 8.   | 6 серпня 1967   | Остенде, Бельгія       | Ґрунт    | Лені Калігіс    | Monique Bedoret Michele Kahn        | 6–4, 1–6, 6–2 |
| Перемога  | 9.   | 11 вересня 1967 | Куала-Лумпур, Малайзія | Тверде   | Лені Калігіс    | Міен Сухаді Йоланда Соемарно        | 6–2, 6–0      |
| Перемога  | 10.  | 15 вересня 1968 | Пінанг, Малайзія       | Тверде   | Лені Калігіс    | Loanita Rachman Міен Сухаді         | 6–3, 6–2      |
| Перемога  | 11.  | 1 березня 1971  | Джакарта, Індонезія    | Тверде   | Лені Калігіс    | Труді Гренман Бетті Стеве           | 6–4, 4–6, 6–4 |
| Поразка   | 12.  | 1 вересня 1971  | Сінгапур, Сінгапур     | Тверде   | Міен Сухаді     | Лі Док Хі Chang Ching-ling          | 2–6, 3–6      |
| Поразка   | 13.  | 12 вересня 1971 | Куала-Лумпур, Малайзія | Тверде   | Лені Калігіс    | Cecelie Fleming Лі Док Хі           | 4–6, 6–2, 5–7 |
| Перемога  | 14.  | 10 жовтня 1971  | Гонконг                | Килим    | Лені Калігіс    | Cecelie Fleming Chang Ching-ling    | 6–2, 6–1      |
| Поразка   | 15.  | 1 серпня 1972   | Гілверсум, Нідерланди  | Ґрунт    | Лені Калігіс    | Мішель Гердал Бетті Стеве           | 4–6, 0–6      |
| Перемога  | 16.  | 18 вересня 1972 | Сінгапур, Сінгапур     | Тверде   | Лені Калігіс    | Hideko Goto Хатанака Кімійо         | 6–2, 6–1      |
| Поразка   | 17.  | 13 травня 1973  | Штутгарт, Німеччина    | Ґрунт    | Лені Калігіс    | Крістіна Сандберг Міммі Вікстедт    | 6–7, 6–7      |
| Перемога  | 18.  | 21 квітня 1974  | Куала-Лумпур, Малайзія | Тверде   | Лені Калігіс    | Луїс Реймонд Гвен Стертон           | 6–2, 5–7, 9–7 |
| Перемога  | 19.  | 30 червня 1974  | Герлен, Нідерланди     | Ґрунт    | Лені Калігіс    | Кармен Переа Сільвія Блюме          | 6–3, 6–4      |
| Перемога  | 20.  | 22 вересня 1974 | Коломбо, Шрі-Ланка     | Тверде   | Лені Калігіс    | Susan Das Нірупама Манкад           | 7–5, 1–6, 6–1 |
| Перемога  | 21.  | 21 квітня 1975  | Куала-Лумпур, Малайзія | Тверде   | Лені Калігіс    | Луїс Реймонд Гвен Стертон           | 6–2, 4–6, 6–3 |
| Перемога  | 22.  | 18 квітня 1976  | Куала-Лумпур, Малайзія | Тверде   | Loanita Rachman | Chalada Wattana Suthasini Sirikaya  | 6–4, 3–6, 6–1 |

## Виступи в одиночних турнірах Великого шолома
| W | Ф | ПФ | ЧФ | #Р | КТ | К# | P# | DNQ | A | Z# | PO | G | S | B | NMS | NTI | P | NH |

| Турнір                                 | 1968 | 1969 | 1970 | 1971 | 1972 | 1973 | 1974 | 1975 |
| -------------------------------------- | ---- | ---- | ---- | ---- | ---- | ---- | ---- | ---- |
| Відкритий чемпіонат Австралії з тенісу | 3р   | 1р   | 3р   |      |      |      |      |      |
| Відкритий чемпіонат Франції з тенісу   |      | 1р   | 2р   | 1р   | P1   | 1р   | 3р   | 2р   |
| Вімблдонський турнір                   |      | 2р   | 1р   | 1р   | 3р   | 1р   |      |      |
| Відкритий чемпіонат США з тенісу       |      |      | 1р   | 2р   | 1р   |      |      |      |

## Grand Slam doubles performance timeline
| Турнір                                 | 1968 | 1969 | 1970 | 1971 | 1972 | 1973 | 1974 | 1975 |
| -------------------------------------- | ---- | ---- | ---- | ---- | ---- | ---- | ---- | ---- |
| Відкритий чемпіонат Австралії з тенісу | 2р   | 1р   | ЧФ   |      |      |      |      |      |
| Відкритий чемпіонат Франції з тенісу   |      | 2р   | 3р   | 2р   | 1р   | 1р   | 2р   |      |
| Вімблдонський турнір                   |      | 2р   | 2р   | ЧФ   | 2р   | 2р   |      | 2р   |
| Відкритий чемпіонат США з тенісу       |      |      | 1р   |      |      |      |      |      |